# Horst Kullak-Ublick
Horst Kullak-Ublick (* 1. Juni 1924 in Schönwiese, Ostpreußen; † 23. März 2016 in Überlingen) war ein deutscher Diplomat.

## Leben
Horst Kullak-Ublick entstammte einer alten ostpreußischen Familie mit Stammsitz bis in die 1920er Jahre auf Gut Ublick (polnisch Ublik) im Kreis Johannisburg. Er war verheiratet mit Ingeborg geb. von Britzke; aus der Ehe stammen Henning Kullak-Ublick sowie zwei weitere Kinder.
Horst Kullak-Ublick studierte von 1948 bis 1952 Agrarwissenschaften und war nachfolgend in Argentinien und Brasilien tätig. 1959 trat er in den Dienst des Auswärtigen Amtes der Bundesrepublik Deutschland ein und war in Teheran/Iran, Colombo/Sri Lanka, London/Vereinigtes Königreich und São Paulo/Brasilien eingesetzt. Im Jahr 1978 war er als Diplomat am Royal College of Defence Studies eingesetzt, einer Dépendance der Streitkräfte des Vereinigten Königreichs.
Von 1979 bis 1986 war er außerordentlicher und bevollmächtigter Sonderbotschafter und Beauftragter für Lateinamerikapolitik in Bonn. Von 1986 bis 1988 war er deutscher Botschafter in Santiago de Chile/Chile.
Er war Präsidiumsmitglied der Deutsch-Chilenischen Gesellschaft.

## Ehrungen
- Rechtsritter im Johanniterorden

## Schriften
- Wechsellagen und Entwicklung der Landwirtschaft im südlichen Niedersachsen vom 15. bis 18. Jahrhundert, 1953 (Dissertation)